# 芎蘇飲
芎蘇飲為一中醫方劑名，同名之方劑約有六首，藥方組成大同小異，大體上皆主治傷寒所引發之感冒，伴有怕冷、發熱、頭痛之癥兆。亦有治療產後頭痛者(《女科切要》)。

## 出處與方劑組成
1. 《類證治裁》[1]卷二：人參、紫蘇、半夏、茯苓、陳皮、甘草、枳殼、桔梗、川芎、柴胡、木香、葛根、生薑、大棗。
2. 《證治準繩．傷寒》[2] 卷二：川芎七錢，紫蘇葉、葛根、柴胡、茯苓各半兩，半夏六錢，陳皮三錢半，炒枳殼三錢，桔梗二錢半，甘草二錢。[註 1]
3. 《醫略六書》卷十八：小川芎一錢，紫蘇葉一錢五分，江枳殼（炒）一錢五分，甜桔梗一錢，嫩前胡一錢五分，法半夏一錢半，白雲苓一錢五分，廣木香一錢，廣陳皮一錢五分。[3][註 2]
4. 《女科切要》[4] 卷七：川芎、蘇葉、枳殼、前胡、葛根、木香、桔梗、甘草、陳皮、半夏。
5. 《傷寒全生集》[5]卷二：川芎、枳殼、桔梗、陳皮、半夏、蘇葉、柴胡、幹葛、茯苓、甘草、蒼朮、生薑、蔥白。[註 3]
6. 《張氏醫通》[6]：半夏、茯苓、陳皮、葛根、柴胡、紫蘇、川芎、枳殼、桔梗各等份，甘草減半。[註 4]

由上述可知，
- 各方之共同藥材為：紫蘇、半夏、陳皮、枳殼、桔梗、川芎等六味藥。除此六味藥之外，
- 甘草、葛根、茯苓、柴胡、木香等五味亦廣泛應用於此方之中；
- 生薑、前胡、蒼朮、蔥白、大棗則隨症加減之。

## 方義
1. 袪風止痛：川芎、紫蘇葉袪風，其中前者專疏血分之風，後者兼散氣分之風；此外，前胡亦有疏風、降氣、化痰的作用
2. 前胡疏邪清咽
3. 木香行氣止痛，枳殼理氣消脹，陳皮亦能消脹
4. 茯苓利濕，半夏燥濕化痰